# Lucia Maggi
Lucia Borges Maggi (Lajeadinho-RS, 20 de julho de 1932),  é uma das fundadoras da multinacional brasileira Amaggi, junto com seu marido André Maggi e filho Blairo Maggi.

## Biografia
É a mulher mais rica do Brasil, com USD 6,5 bilhões. Ela é fundadora da Sementes Maggi, conhecido desde 2014 como Amaggi. A companhia é uma das maiores produtoras de soja do Brasil, assim também como de outras commodities.

#### Posição da família Maggi em empreendedorismo
Os Maggi foram os líderes mundiais na produção de soja nos 1990 e início dos 2000, o que rendeu ao político a fama de "rei da soja". Em 2014, segundo a revista Forbes, a família era a sétima mais rica do país, sendo Blairo o segundo político mais rico do Brasil.
Seu esposo André Maggi, morreu em 22 de abril de 2001, aos 74 anos, de parada cardíaca e foi sepultado em São Miguel do Iguaçu (PR), depois de ser velado em Sapezal (MT). Deixou a esposa, Lúcia Maggi, e mais cinco filhos: Fátima, Rosângela, Marli, Blairo e Vera. 